# 歐文斯鎮區 (明尼蘇達州聖路易斯縣)
歐文斯鎮區（英語：Owens Township）是位於美國明尼蘇達州聖路易斯縣的一個行政鎮區。

## 地方資料
歐文斯鎮區的面積為71.76平方千米，當中陸地面積為71.74平方千米，而水域面積為0.02平方千米。根據2020年美國人口普查的數據，當地共有人口253人，而人口密度為每平方千米3.53人。